# Jüdischer Friedhof (Darmstadt)

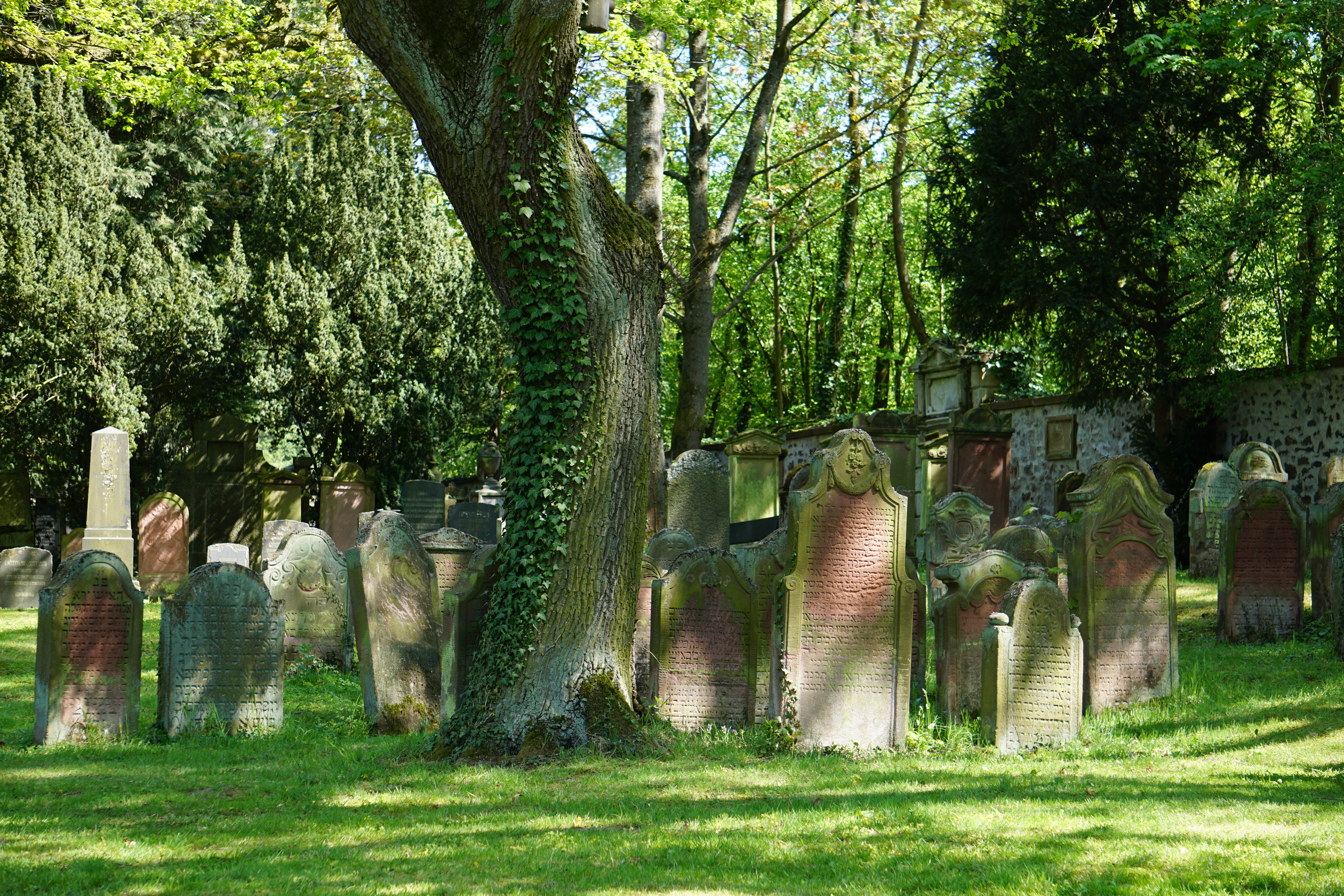
Jüdischer Friedhof Darmstadt

Der Jüdische Friedhof der hessischen Großstadt Darmstadt entstand um etwa 1680 auf Bessunger Gemarkung. Der in der Zeit des Nationalsozialismus nicht zerstörte jüdische Friedhof wird zu den bedeutendsten erhaltenen Anlagen seiner Art in Deutschland gezählt.

## Geschichte
Der Anlage eines jüdischen Friedhofes stimmte Elisabeth Dorothea Landgräfin von Hessen-Darmstadt im Jahr 1680 zu. 1701 wurde das Gelände im damaligen Nachbarort Bessungen von der ersten jüdischen Gemeinde in Darmstadt, die sich um 1700 gebildet hatte, für einen Friedhof erworben und 1709 eingeweiht. Bis dahin wurden die Toten in Alsbach beigesetzt. Um 1830, 1861 und zuletzt 2001, mit 1400 Quadratmetern, wurde der Gottesacker erweitert. Der Eingang an der Nordseite entstand 1863. Zwischen 1933 und 1945 konnte der christliche Friedhofsgärtner Oskar Werling Schändungen und Zerstörungen größtenteils verhindern. 2007 wurde eine Trauerhalle eingeweiht.

## Lage und Charakterisierung

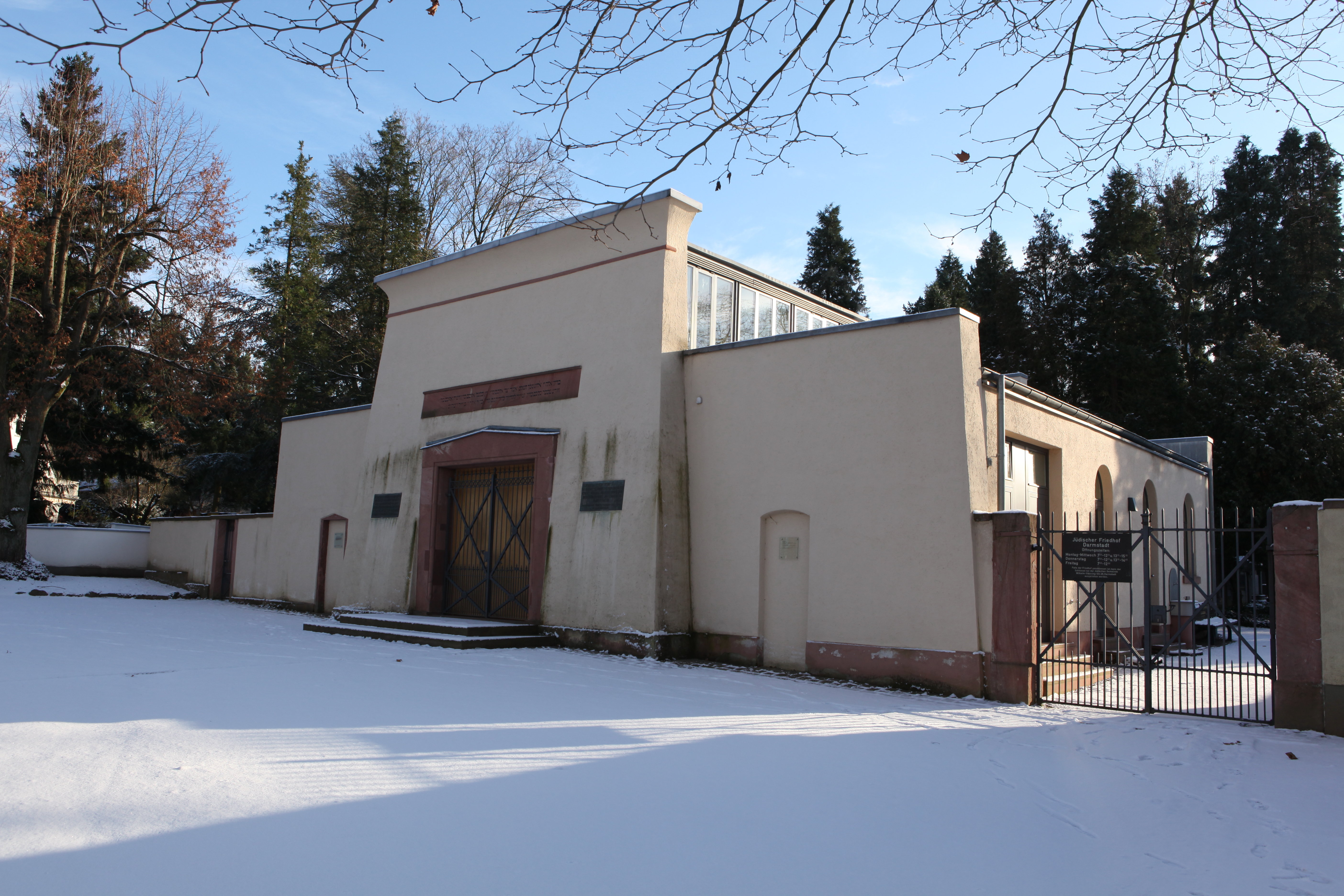
Eingangsgebäude zum Darmstädter Jüdischen Friedhof

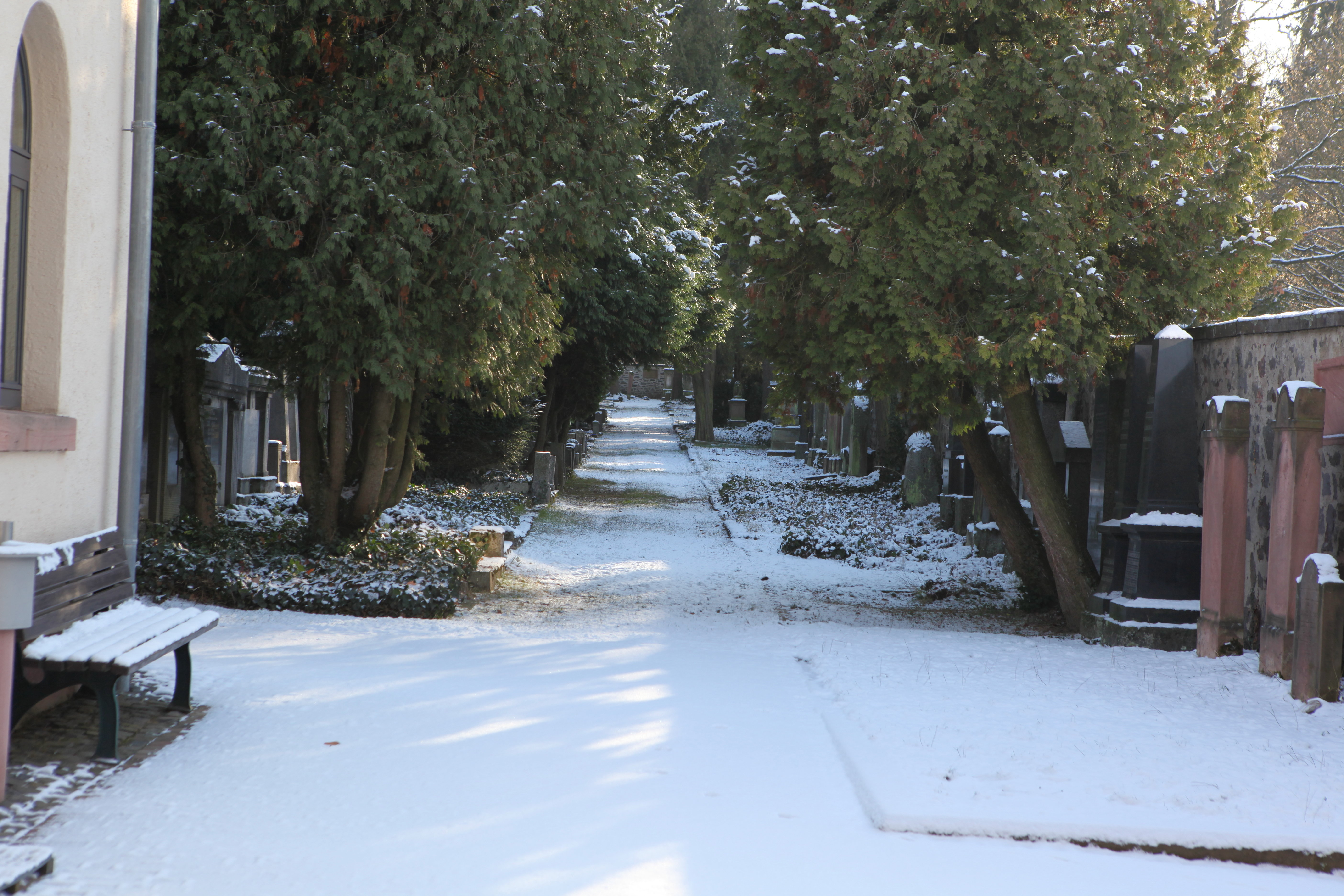
Allee des Jüdischen Friedhofes

Der Bestattungsort liegt am Rande des Steinbergviertels in Bessungen, zwischen der Seekatz- und Martinstraße. Er hat eine Fläche von 134 Ar und noch etwa 1800 Grabsteine (Mazewot). Der älteste Grabstein stammt aus dem Jahr 1714 und trägt den Namen Kaila Löw. Den alten, westlich gelegenen Friedhofsteil kennzeichnen Grabsteine aus Buntsandstein mit durchgängig in Hebräisch gehaltenen Inschriften. Auf dem neuen, östlich gelegenen Friedhofsteil befinden sich auch dunkle und weiße Marmordenkmäler. Außerdem sind dort teilweise deutsche Inschriften vorhanden. Die nach einer Spaltung 1872/73 entstandene orthodoxe Religionsgesellschaft beerdigte ihre Mitglieder auf einem durch eine Mauer getrennten Areal, mit eigener Leichenhalle und separatem Eingang, zwischen altem und neuem Friedhof gelegen.
Hinter dem Eingang, einem von Stadtbaumeister Friedrich Anton Louis 1863 geplanten Portal im ägyptisierenden Stil, erschließt eine Allee den Friedhof. Das am 5. November 1922 eingeweihte Kriegerdenkmal für die im Ersten Weltkrieg 1914–1918 gefallenen Mitglieder der jüdischen Gemeinde Darmstadt steht in der Mitte des Areals. Es ist ein hoher Granit-Findling aus dem Felsenmeer. Unter einem Stahlhelm mit Lorbeerzweig befindet sich eine eingelassene Bronzeplatte mit der Inschrift „Unseren Toten“. Es folgen in zwei Spalten 28 Namen gefallener Soldaten, der Zeitraum 1914–1918 und die hebräische Totenklage aus dem 2. Buch Samuel Psalmen 1, 19. An die in der Zeit des Nationalsozialismus umgekommenen Mitglieder der jüdischen Gemeinde erinnert eine Bronzetafel von 1959. Seine letzte Ruhe fand auf dem Friedhof unter anderem der Maler Ludwig Meidner.
Eine Bruchsteinummauerung begrenzt den unter Denkmalschutz stehenden Friedhof.

## Grabstätten bekannter Persönlichkeiten
- Heinrich Blumenthal
- Julius Goldstein
- Sigmund Gundelfinger
- Alexander Haas
- Ludwig Meidner
- Louis Schlösser